# Campaña de Algeciras (1801)
La campaña de Algeciras —conocida también como batalla o batallas de Algeciras— consistió en un intento de la escuadra naval francesa de Tolón dirigida por el contraalmirante Charles Linois de unir las flotas francesa y española en Cádiz durante junio y julio de 1801, en el ámbito de las guerras revolucionarias francesas. Esta campaña precedió a una operación planeada contra Egipto o Portugal. Para poder llegar a Cádiz, la escuadra francesa tenía que pasar cerca de la base naval británica de Gibraltar, en la que se encontraba el centro de operaciones de la escuadra dirigida por el contraalmirante sir James Saumarez, cuya tarea consistía en bloquear el puerto español. Tras cubrir la distancia que separaba Tolón y Gibraltar sin sobresaltos, e incluso habiendo capturado varios buques británicos, la escuadra francesa echó el ancla en Algeciras, una ciudad portuaria fortificada desde la que se podía ver Gibraltar a través de la bahía de Algeciras. El 6 de julio de 1801, Saumarez inició un ataque contra la escuadra rival, en lo que se conoce como la primera batalla de Algeciras. A pesar de que consiguió infligir daños a los tres navíos de línea franceses allí presentes, no fue capaz de capturar ninguno de ellos. En consecuencia, tuvo que retirarse. Además, perdió el HMS Hannibal, ya que se había quedado encallado a causa de los daños sufridos y los franceses se habían hecho con su control.
Tras la primera batalla, ambos bandos se retiraron a hacer reparaciones y a pedir refuerzos. El 9 de julio, llegó al lugar una flota de cinco naves de línea españolas y una francesa, así como varias fragatas provenientes de Cádiz, las cuales escoltaron a la escuadra de Linois hasta el puerto español. Asimismo, los británicos, desde Gibraltar, trataron por todos los medios de restaurar la escuadra y hacer que fuera útil de nuevo para la batalla. La tarde del 12 de julio, la flota francohispana partió desde Algeciras y la fuerza británica la siguió. Esto resultó en la captura de los navíos perseguidos durante la llamada segunda batalla de Algeciras. Los británicos abrieron fuego a las 23:20 y la acción que sucedió a este hecho fue confusa. A lo largo de la misma, el barco británico HMS Superb consiguió atravesar la desorganizada retaguardia aliada. Posteriormente, a este le siguió el resto de la fuerza de Saumarez. En la confusión del confrontamiento, los británicos consiguieron capturar un navío francés, mientras que una fragata de bandera española se hundió y dos buques de primera clase, equipados con 112 cañones y también españoles, colisionaron y explotaron, provocando la muerte de 1700 hombres. Al amanecer del siguiente día, el barco francés Formidable fue atacado cuando se encontraba cubriendo la retaguardia de la escuadra combinada, pero consiguió escapar y llegar a Cádiz a salvo.
Finalmente, las flotas francesa y española consiguieron su objetivo último, que consistía en reunirse en Cádiz. No obstante, el precio fue bastante alto, ya que sufrieron importantes pérdidas. Además, no lograron zafarse del bloqueo al que estaban sometidas y no podían enterarse de los planes egipcios o portugueses. Las batallas, «generalmente consideradas como una única», resultaron ser decisivas en la consolidación del control del mar Mediterráneo por parte de los británicos, así como en la derrota del ejército francés en Egipto a causa de la imposibilidad de enviar refuerzos desde Tolón.

## Contexto
El 1 de agosto de 1798, una flota británica sorprendió y prácticamente destruyó por completo la flota mediterránea francesa en la batalla del Nilo, después de la exitosa invasión de Egipto por parte de Francia. Esto dio un vuelco a la situación estratégica existente en el mar Mediterráneo, ya que la flota francesa, con base en Tolón, dejó de ser una amenaza importante, mientras que el Reino Unido y sus aliados se hicieron con el control naval de la región para el resto de la guerra de la Segunda Coalición. A lo largo de los tres años siguientes, varias escuadras tanto británicas como aliadas llevaron a cabo bloqueos contra todas las bases navales españolas y francesas importantes de la región, incluyendo Alejandría, Corfú y Malta, pero principalmente contra los importantes puestos de Tolón y Cádiz. Esto limitó drásticamente el transporte de tropas y material militar francés a través del Mediterráneo, lo que resultó en la toma de Malta y Corfú y la reducción, tanto en número como en efectividad, del ejército en Egipto.
En enero de 1801, en un intento por aumentar el tamaño de la flota mediterránea francesa y de reforzar la asediada guarnición egipcia, el primer cónsul Napoleón Bonaparte ordenó que una escuadra compuesta de siete navíos de línea partiera de Brest, situado en la costa atlántica, en dirección hacia el Mediterráneo bajo el mando del contraalmirante Honoré Ganteaume. La escuadra fracasó en tres ocasiones y no consiguió llegar a Egipto, por lo que tuvo que retirarse a Tolón a finales de julio de 1801. Durante el último de los intentos, la escuadra de Ganteaume partió de Tolón el 27 de abril de 1801 con las órdenes de asegurar la supremacía naval sobre la isla de Elba para después poder llevar a cabo una invasión marítima; después, siguió navegando hacia el este del mar. A lo largo de estas operaciones, Ganteaume descubrió que varios de los barcos de su fuerza se encontraban peligrosamente desguarnecidos en cuanto a personal, por lo que decidió consolidar sus tripulaciones y enviar tres navíos de línea, el Formidable, el Indomptable y el Desaix, junto con la fragata Créole de vuelta a Tolón.
El regreso de estos navíos a Tolón permitió a los franceses planear una operación secundaria. A comienzos de ese año, Bonaparte y Carlos IV de España habían llegado a un acuerdo, gracias al cual el gobierno español iba a prestar seis navíos de línea de la flota de Cádiz a la Marina francesa. Se emitieron órdenes para que los tres barcos de línea que habían abandonado la escuadra de Ganteaume y la fragata Muiron se unieran a la nueva escuadra formada en Cádiz, cuya dirección recayó en el contraalmirante Charles Linois. A esta fuerza de nueve buques franceses, a los que se iban a unir, tal y como se había acordado, las seis naves de la flota española, le fue encomendada la tarea de cumplir uno de los dos planes establecidos: el primero de ellos consistía en un ataque a gran escala sobre Lisboa. Por aquel entonces, Portugal y España estaban enzarzados en la guerra de las Naranjas y en Lisboa se encontraba uno de los principales puertos comerciales británicos: el almirante francés Kerguelen había estimado años atrás que, mediante un ataque sobre ese puerto, se podrían incautar un total de «dos millones» de bienes y buques británicos. La otra operación planeada, aprobada tras el fin de la guerra de las Naranjas el 2 de junio, consistía en reabastecer la guarnición de Egipto empleando los soldados estacionados en los puertos italianos. Para facilitar la cesión de las naves españolas a los franceses, Napoleón ordenó al comandante Pierre Dumanoir le Pelley partir hacia Cádiz. Le Pelley arribó al puerto español con las fragatas Libre e Indienne, con soldados para tripular los recién adquiridos navíos y con el comodoro Julien le Ray para comandarlos. De su llegada se percató la escuadra que estaba llevando a cabo el bloqueo sobre Cádiz, dirigida por el contraalmirante sir James Saumarez, un veterano de la batalla del Nilo y uno de los miembros de la famosa Banda de Hermanos de lord Nelson. El HMS Superb y el HMS Venerable iniciaron la persecución de los buques de le Pelley, pero el almirante francés consiguió evitar a sus perseguidores y llegar a Cádiz de forma segura. Saumarez había llegado a Cádiz en mayo de 1801, con órdenes de no solo bloquear a la flota española, sino también de evitar cualquier intento de alguna escuadra francesa de establecer vínculos con la flota española gaditana.

## Orden de batalla

### Buques británicos
| Escuadra del contraalmirante Saumarez                    | Escuadra del contraalmirante Saumarez | Escuadra del contraalmirante Saumarez | Escuadra del contraalmirante Saumarez | Escuadra del contraalmirante Saumarez                      | Escuadra del contraalmirante Saumarez | Escuadra del contraalmirante Saumarez | Escuadra del contraalmirante Saumarez | Escuadra del contraalmirante Saumarez | Escuadra del contraalmirante Saumarez | Escuadra del contraalmirante Saumarez |
| Navío                                                    | Clase                                 | Cañones                               | Marina                                | Comandante                                                 | Bajas                                 | Bajas                                 | Bajas                                 | Notas |                                       |                                       |
| Navío                                                    | Clase                                 | Cañones                               | Marina                                | Comandante                                                 | Fallecidos                            | Heridos                               | Total                                 | Notas |                                       |                                       |
| -------------------------------------------------------- | ------------------------------------- | ------------------------------------- | ------------------------------------- | ---------------------------------------------------------- | ------------------------------------- | ------------------------------------- | ------------------------------------- | --- | ------------------------------------- | ------------------------------------- |
| HMS Caesar                                               | Tercera clase                         | 80                                    | Royal Navy                            | Contraalmirante sir James Saumarez Captain Jahleel Brenton | 17                                    | 25                                    | 42                                    | Sufrió graves daños. En la cifra de fallecidos se encuentra a seis hombres desaparecidos, los cuales se cree que murieron ahogados. |                                       |                                       |
| HMS Pompee                                               | Tercera clase                         | 74                                    | Royal Navy                            | Capitán Charles Stirling                                   | 15                                    | 69                                    | 84                                    | Sufrió graves daños. |                                       |                                       |
| HMS Spencer                                              | Tercera clase                         | 74                                    | Royal Navy                            | Capitán Henry Darby                                        | 6                                     | 27                                    | 33                                    | Dañado en la acción. |                                       |                                       |
| HMS Venerable                                            | Tercera clase                         | 74                                    | Royal Navy                            | Capitán Samuel Hood                                        | 8                                     | 25                                    | 33                                    | Dañado en la acción. |                                       |                                       |
| HMS Hannibal                                             | Tercera clase                         | 74                                    | Royal Navy                            | Capitán Solomon Ferris                                     | 81                                    | 61                                    | 142                                   | El navío sufrió daños importantes, quedó dearbolado y encallado y, posteriormente, fue capturado. Más tarde, pasó a ser un barco de bandera francesa, bajo el nombre de Annibal. En la cifra de muertos se incluye a seis hombres desaparecidos, los cuales se cree que fallecieron ahogados. |                                       |                                       |
| HMS Audacious                                            | Tercera clase                         | 74                                    | Royal Navy                            | Capitán Shuldham Peard                                     | 8                                     | 32                                    | 40                                    | Dañado en la acción. |                                       |                                       |
| HMS Calpé                                                | Bergantín                             | 14                                    | Royal Navy                            | Comandante George Dundas                                   | 0                                     | 0                                     | 0                                     | |                                       |                                       |
| Bajas totales: 135 fallecidos, 239 heridos, 374 en total |                                       |                                       |                                       |                                                            |                                       |                                       |                                       | |                                       |                                       |
| Fuentes: James, Clowes, Musteen y London Gazette.        |                                       |                                       |                                       |                                                            |                                       |                                       |                                       | |                                       |                                       |

### Buques franceses
| Escuadra del contraalmirante Linois | Escuadra del contraalmirante Linois | Escuadra del contraalmirante Linois | Escuadra del contraalmirante Linois | Escuadra del contraalmirante Linois                      | Escuadra del contraalmirante Linois | Escuadra del contraalmirante Linois | Escuadra del contraalmirante Linois | Escuadra del contraalmirante Linois |
| Navío | Clase                               | Cañones                             | Marina                              | Comandante                                               | Bajas                               | Bajas                               | Bajas                               | Notas                               |
| Navío | Clase                               | Cañones                             | Marina                              | Comandante                                               | Fallecidos                          | Heridos                             | Total                               | Notas                               |
| --- | ----------------------------------- | ----------------------------------- | ----------------------------------- | -------------------------------------------------------- | ----------------------------------- | ----------------------------------- | ----------------------------------- | ----------------------------------- |
| Formidable | Tercera clase                       | 80                                  | Marina francesa                     | Contraalmirante Charles Linois Capitán Laindet Lalonde † | 48                                  | 179                                 | 227                                 | Sufrió graves daños.                |
| Desaix | Tercera clase                       | 74                                  | Marina francesa                     | Capitán Christy de la Pallière                           | 41                                  | 40                                  | 84                                  | Sufrió graves daños.                |
| Indomptable | Tercera clase                       | 80                                  | Marina francesa                     | Capitán Augustin Moncousu †                              | 63                                  | 97                                  | 160                                 | Sufrió graves daños.                |
| Muiron | Primera clase                       | 40                                  | Marina francesa                     | Capitán Jules-François Martinencq                        | 9                                   | 8                                   | 17                                  | Dañado ligeramente.                 |
| Defensas españolas |                                     |                                     |                                     |                                                          |                                     |                                     |                                     |                                     |
| La guarnición española de Algeciras proveyó a los franceses de catorce cañoneros, así como de posiciones defensivas en los fuertes de Santiago —cinco cañones—, Isla Verde —siete cañones—, San García y las torres de la Vila Vieja y del Almirante. Durante la batalla, las baterías y los fuertes resultaron gravemente dañados, mientras que cinco de los cañoneros fueron destruidos y once hombres fallecieron. El número de heridos no consta en ningún informe. |                                     |                                     |                                     |                                                          |                                     |                                     |                                     |                                     |
| Bajas totales: 172 fallecidos, aproximadamente 324 heridos, cerca de 496 en total. |                                     |                                     |                                     |                                                          |                                     |                                     |                                     |                                     |
| Fuentes: James, Clowes y Musteen. |                                     |                                     |                                     |                                                          |                                     |                                     |                                     |                                     |

## Travesía de Linois

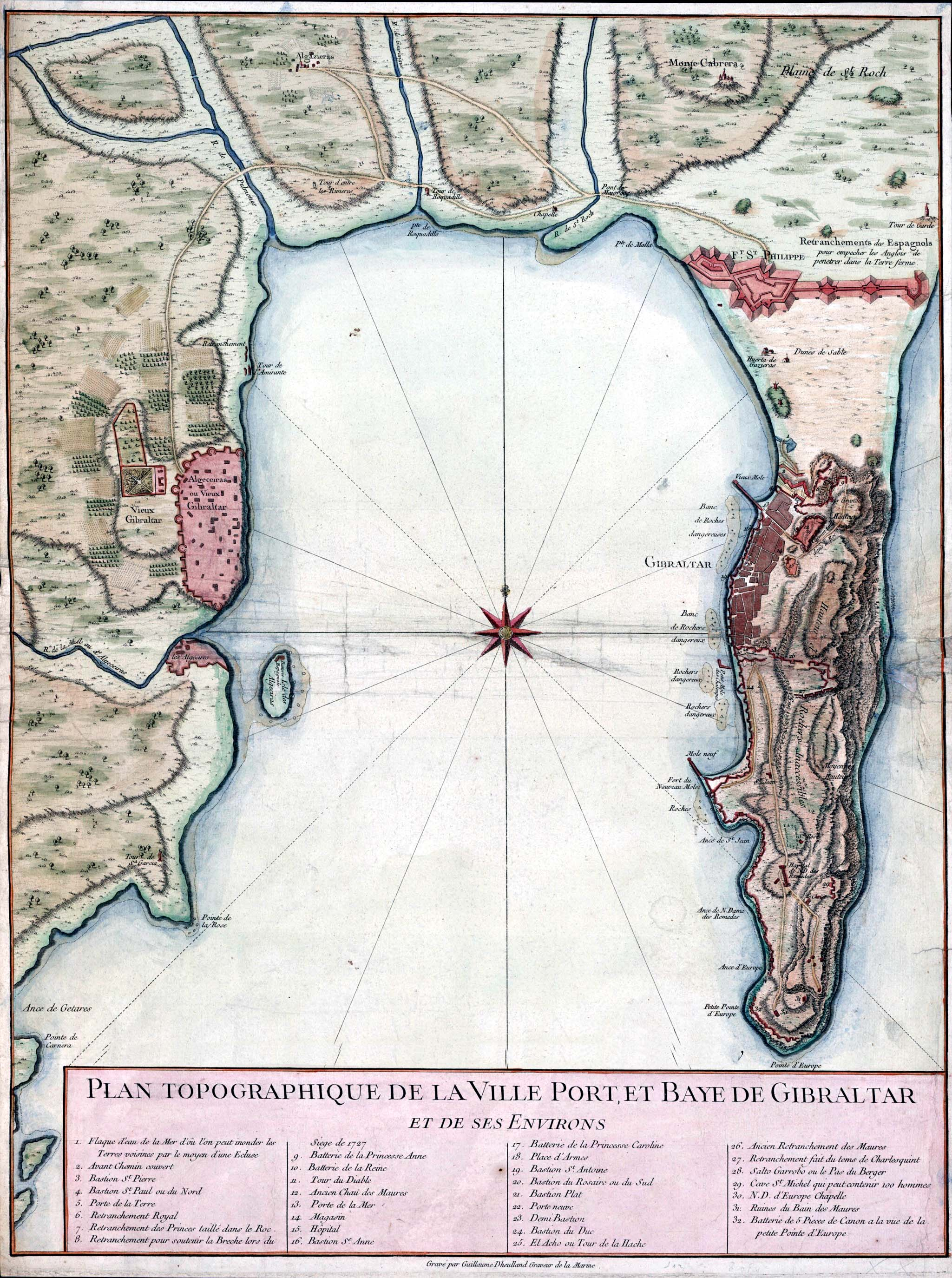
Un mapa de la bahía de Algeciras, c. 1750, en el que se muestra Algeciras (a la izquierda) y Gibraltar; hay apenas diez kilómetros —6,2 mn— de agua entre ellos.

Linois partió de Tolón el 13 de junio de 1801 con tres navíos de línea y una fragata y un total de 1560 soldados al mando del general de brigada Devaux. La expedición de Gaunteaume se encontraba todavía en el este del Mediterráneo, mientras que la fuerza de bloqueo británica al mando de sir John Borlase Warren, que debía vigilar Tolón, se encontraba, por el contrario, en las cercanías de Malta, con la esperanza de poder interceptar a Ganteaume en su regreso. En consecuencia, cuando Linois salió del puerto, tan solo había unas pocas naves británicas disponibles para perseguirlo y estas fueron fácilmente ahuyentadas por los barcos de guerra de mayor tamaño de la escuadra francesa. La travesía de Linois fue lenta, ya que tuvo que enfrentarse a vientos provenientes del suroeste que redujeron el ritmo de la escuadra; consecuentemente, el 30 de junio, solo habían llegado al cabo de Gata, situado en el mar de Alborán. El 1 de julio fueron avistados desde Gibraltar, a pesar de que el único barco de guerra que se encontraba allí era el HMS Calpé, comandado por el capitán George Dundas. Este no pudo ralentizar el avance de los franceses. Sin embargo, Dundas ordenó al teniente Richard Janvarin que tomara un barco y comunicara a la fuerza de bloqueo formada por siete navíos de línea establecida en Cádiz y dirigida por Saumarez la presencia de los buques franceses.
Linois pasó cerca de Gibraltar el 3 de julio y, durante la noche, descubrió que el bergantín HMS Speedy, equipado con catorce cañones, se encontraba a poca distancia. La escuadra de Linois había capturado varios navíos mercantiles durante su travesía, pero esta era la primera nave de guerra a la que tenía que enfrentarse. A pesar de que su tamaño era mucho menor, el Speedy y su capitán lord Cochrane tenían fama de infames. A lo largo del año anterior, Cochrane había llevado a cabo varias incursiones exitosas en las costas españolas, durante las cuales había destruido o capturado más de cincuenta barcos. La captura más memorable se produjo durante la acción del 6 de mayo de 1801, en la que Cochrane se hizo con la fragata corsaria Gamo, considerablemente superior en cuanto a tamaño, cerca de Barcelona. En un principio, Cochrane pensó que los barcos sin identificar eran navíos capturados por los españoles y se decidió a acercarse a ellos. Cuando se dio cuenta de que esto era un error, la escapada era ya imposible. No obstante, en vez de rendirse, Cochrane obligó a su tripulación deshacerse de todos los cañones y de todo aquello que se encontrase en la cubierta y tuviese un peso excesivo con el fin de poder maniobrar para situarse fuera del alcance de los cañones franceses. A continuación, trató de escapar por el espacio existente entre el Formidable y el Desaix y consiguió evitar los disparos provenientes de los buques franceses y llegar a mar abierto. El comodoro Jean-Anne Christy de la Pallière, al mando del Desaix, hizo que este virase e inició una persecución, en la que consiguió dañar algunos de los aparejos y varias velas del Speedy. Según el Speedy reducía su velocidad a causa de los daños, el Desaix se puso a su altura y disparó una andanada a corta distancia. Sin embargo, en el momento del disparo de la andanada, el navío francés estaba en balanceo, por lo que la cubierta no resultó dañada y ninguno de los miembros de la tripulación causó baja. Aun así, consiguió arrancar lo que quedaba de los aparejos y las velas restantes, de modo que el Speedy quedó incontrolable. En vez de enfrentarse a otra andanada, Cochrane decidió rendirse. Tras esto, fue llevado al Desaix, donde Christy de la Pallière le reconoció su gran defensa y se negó a aceptar la espada de Cochrane como símbolo de su rendición con las siguientes palabras: «No voy a aceptar la espada de un oficial que ha luchado durante tantas horas contra la imposibilidad». Linois se enteró por Cochrane de que Saumarez se encontraba adelante suyo. Además, consciente de que la guarnición de Gibraltar se habría percatado de su presencia, decidió regresar con su escuadra hacia el este bordeando Punto Cabrita para echar el ancla en Algeciras, un puerto fortificado español desde el que se podía ver Gibraltar a través de la bahía de Gibraltar, el 4 de julio.
El 5 de julio, a las dos de la madrugada, el teniente Janvarin le informó a Saumarez en las costas de Cádiz de la llegada de Linois. El almirante decidió poner rumbo hacia Gibraltar inmediatamente, a pesar de tener el viento en contra. La fragata HMS Thames se separó del grupo y se dirigió a la desembocadura del río Guadalquivir, situada a dieciocho millas náuticas —33 km—, de la que regresó junto con el HMS Superb, comandado por el capitán Richard Goodwin Keats y que estaba bloqueando el río con el pequeño bergantín HMS Pasley. Keats siguió a Saumarez de vuelta a Algeciras y se encontraba cerca de allí cuando la batalla comenzó. No obstante, tras enterarse, gracias a un informe poco preciso de un buque mercantil estadounidense, de que Linois había escapado de la bahía y se encontraba de nuevo en mar abierto, Keats supuso que los franceses debían de estar regresando a Tolón y que, consiguientemente, sería más provechoso regresar a Cádiz para continuar con el bloqueo que unirse a la persecución dirigida por Saumarez. El lugre HMS Plymouth también se separó de la escuadra y puso rumbo a Lisboa con varios envíos dirigidos al Almirantazgo en los que se informaba de las intenciones de Saumarez. El almirante británico, a sabiendas de que Linois se encontraba aún anclado en la bahía, pretendía descender hasta Algeciras inmediatamente. Sin embargo, se vio afectado por una serie de rachas de viento que provocaron que su escuadra virara hacia el este, alejándose del Superb y acercándose a Algeciras. Por lo tanto, Saumarez no estuvo en la posición adecuada para atacar a la escuadra francesa, que se encontraba anclada, hasta la mañana del 6 de julio. Con el fin de anticipar la llegada y el hipotético ataque de Saumarez, Linois había colocado a su escuadra en una posición defensiva poderosa: los tres navíos de línea estaban anclados en una línea que iba de norte a sur y cruzaba las poco profundas aguas de la entrada al puerto de Algeciras; además, estaban protegidos por fuertes españoles situados a ambos extremos de la línea, así como en el propio pueblo, donde se encontraba el Murion. El propio Linois estaba a cargo de la línea a bordo del Formidable y envió a algunos miembros de las tripulaciones de las naves que conformaban la línea a ayudar a las defensas españolas.

## Primera batalla de Algeciras

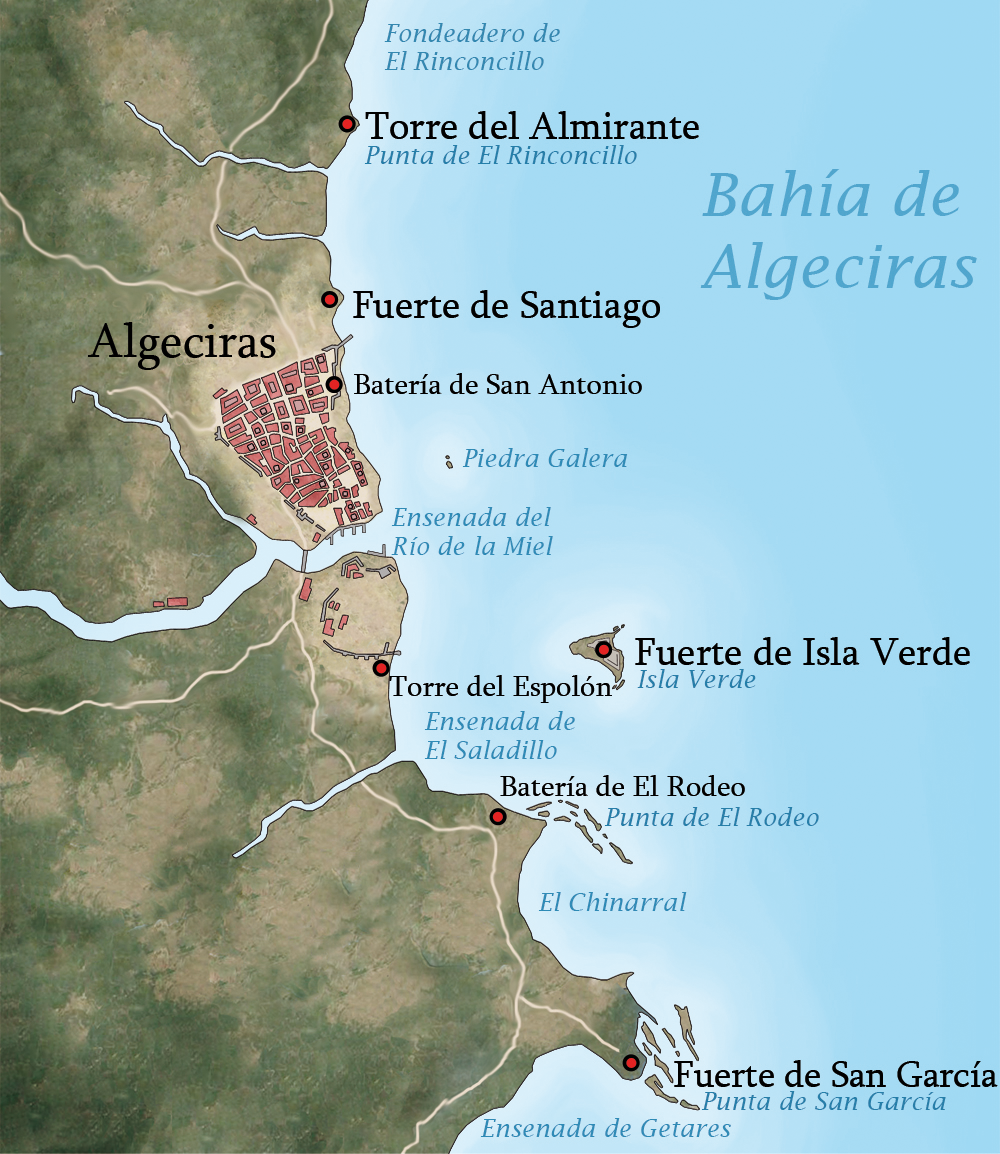
Posición de los fuertes y baterías españolas en la costa de Algeciras.

A las siete de la mañana, Saumarez dio la orden a su escuadra de avanzar hacia el interior de la bahía de inmediato para poder enfrentarse directamente a los franceses. Los navíos británicos pasaron frente a los fuertes españoles de El Tolmo, San Diego y Punta Carnero sin que éstos llegaran a intervenir. A las ocho de la mañana y ya en la bahía de Algeciras, el Fuerte de San García, armado con cinco cañones de a veinticuatro, uno de a dieciocho y dos morteros, fue el primero en abrir fuego contra ellos. El capitán Samuel Hood, que se encontraba a bordo del HMS Venerable fue el encargado de dirigir la ofensiva. No obstante, Hood se vio afectado por ligeras corrientes de viento y, por lo tanto, el primer barco en entrar en acción fue el del capitán Charles Stirling, el HMS Pompée, que atacó a los buques franceses que se encontraban anclados y que después se situó cerca del Formidable. Al Pompée le siguieron el HMS Audacious, el Caesar, buque insignia de Saumarez, y el Hannibal, mientras que el Venerable y el HMS Spencer se mantuvieron a cierta distancia a causa de las corrientes de viento. Llegadas las diez de la mañana, bajo el fuego de las baterías del Fuerte de Isla Verde y del Fuerte de Santiago y con el auxilio de las lanchas cañoneras españolas de la batería de la torre del Almirante, ambas escuadras estaban combatiendo al completo, a excepción del Pompée. Este, que estaba a la cabeza de la línea británica, había quedado atrapado en una corriente de aire que lo había dejado de cara a los cañones del Formidable. De este modo, Linois pudo enfilarlo. Tras percatarse de la complicada situación en la que estaba inmerso Stirling, Saumarez ordenó al capitán Solomon Ferris que llevara el Hannibal hacia la cabeza de la línea francesa para poder abrir fuego contra el Formidable. Ferris tardó cerca de una hora en llegar allí a causa del viento y, al intentar acercarse a la orilla, quedó encallado en un banco de rocas, a tiro de los cañones del fuerte español de Santiago.

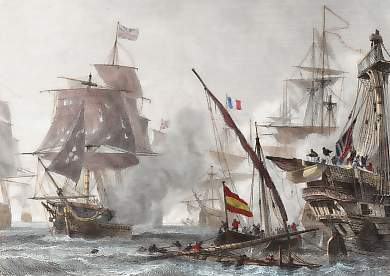
Algéciras, 6 Juillet 1802, pintado por Alfred Morel-Fatio, en el que se puede apreciar el enfrentamiento entre las fuerzas británicas y las aliadas.

Saumarez envió a los botes de su escuadra a ayudar tanto al Hannibal como al Pompée, que se encontraban atrapados, bajo constantes disparos y con la imposibilidad de responder. Al mismo tiempo, Linois ordenó que se cortaran los cables de anclaje que mantenían sus buques unidos entre sí y que seguidamente fueran hacia las aguas bajías, lejos de la calmada escuadra británica. El Formidable consiguió realizar la maniobra con éxito, pero tanto el Desaix como el Indomptable quedaron encallados cerca de la orilla, donde quedaron al alcance de los cañones de las naves británicos, que también habían cortado sus respectivos cables para tratar de acercarse a sus contrincantes. No obstante, a las 13:35, Saumarez se dio cuenta de que su escuadra estaba en serio peligro de quedar encallada directamente bajo el fuego de las baterías españolas. Como todos los botes de la escuadra estaban hundidos u ocupados remolcando el Pompée hasta Gibraltar, no existía la posibilidad de desplegar una operación anfibia contra los fuertes españoles. A la vista de la situación, Saumarez, aunque reacio, se vio obligado a suspender el ataque. Lo que restaba de la escuadra se retiró a Gibraltar, pero el varado Hannibal se quedó en la bahía de Algeciras.
El Hannibal había estado expuesto al fuego combinado francohispano durante cuatro horas y había perdido dos mástiles, mientras que más de 140 miembros de su tripulación habían causado baja. En un intento por mantener con vida a los tripulantes que aún seguían vivos, Ferris ordenó a sus hombres que se refugiaran bajo la cubierta. No obstante, los franceses volvieron a abrir fuego contra el buque a las dos de la tarde y Ferris, que había quedado aislado tras la retirada de Saumarez, se vio obligado a rendirse. Un grupo de abordaje francés extinguió el fuego y colgó de nuevo la Union Flag, esta vez boca abajo, para indicar que el Hannibal había capitulado. Sin embargo, a diferencia de los franceses, los miembros de la Marina Real británica empleaban la bandera invertida como señal de socorro, por lo que algunos botes acudieron a su auxilio sin percatarse de su error y fueron capturados por los franceses.
La victoria francesa había resultado bastante costosa: más de 160 hombres fallecieron, mientras que otros trescientos heridos completaron la lista de bajas; asimismo, tres buques franceses resultaron gravemente dañados. Tanto el capitán del Formidable como el del Indomptable se encontraban entre los muertos. Linois, por su parte, no resultó herido. Once hombres españoles también perdieron la vida en la batalla y cinco cañoneros de bandera también española quedaron inutilizables. Las baterías y el pueblo también sufrieron importantes daños en el enfrentamiento. Por otro lado, las pérdidas en el bando británico también fueron significativas, con más de 130 muertos y cifras de heridos superiores a los 230. La mayoría de las bajas se produjeron en el Hannibal y en el Pompée. Además del extravío del Hannibal, el Pompée había sufrido graves daños y el resto de los buques que conformaban la escuadra británica también necesitaban reparaciones urgentes.

## Interludio

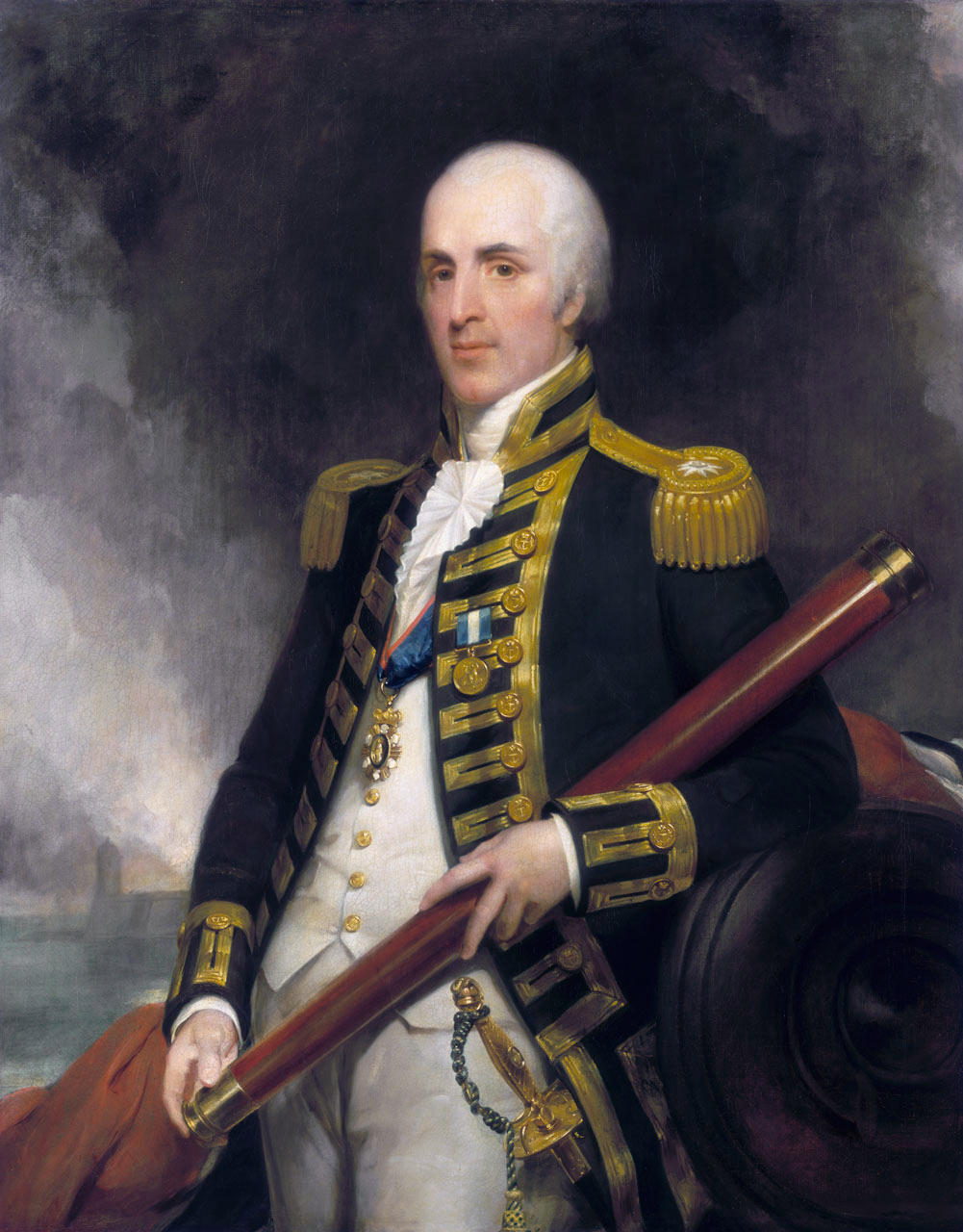
El capitán Alexander Ball, representado en el óleo de la imagen, que por aquel entonces era comisario naval en Gibraltar, fue el encargado de dirigir las reparaciones.

Inmediatamente después de la conclusión de la batalla, Linois empleó a sus mensajeros terrestres para solicitar la asistencia de la flota española de Cádiz, dirigida por el teniente general José de Mazarredo. Linois y Saumarez también se embarcaron en la tarea de reparar y reabastecer sus escuadras con la vista puesta en la reanudación de la acción. En Gibraltar, los heridos fueron trasladados al hospital naval, mientras que los fallecidos fueron enterrados en varias tumbas que más tarde pasarían a conformar el cementerio de Trafalgar. Saumarez ordenó que los barcos con mayores daños, que eran el Pompée y el Caesar, fueran inmovilizados en el muelle y sus respectivos tripulantes distribuidos en los buques restantes, de modo que se pudiesen garantizar rápidas y necesarias reparaciones. Esto fue necesario ya que el número de carpinteros en Gibraltar se había visto reducido al haber tenido que acudir muchos de ellos en ayuda del Hannibal a lo largo de los últimos compases de la batalla. La escuadra al completo necesitaba vastas reparaciones. El capitán Alexander Ball, comisario naval en Gibraltar, fue el encargado de llevarlas a cabo. El capitán Jahleel Brenton, del Caesar, no estaba de acuerdo con la orden emitida por Saumarez, así que protestó y este le permitió continuar con sus reparaciones por su cuenta: la tripulación del buque trabajó todo el día y durante turnos largos en la noche para asegurarse de que, cuando Saumarez partiera de nuevo, el Caesar pudiera ir con él. Entre estos arreglos consta la sustitución en tan solo cuatro días de los mástiles dañados. Saumarez también envió un bote con una bandera blanca a Algeciras con el objetivo de tratar de conseguir la repatriación en libertad condicional de Ferris y sus oficiales. Tras una breve correspondencia entre Linois y el almirante británico, los oficiales de Saumarez, incluyendo a Ferris y Cochrane, fueron enviados a Gibraltar. Más tarde, los franceses accedieron a devolver también a los tripulantes británicos heridos que habían sido capturados en el Hannibal. Ferris fue enviado de vuelta al Reino Unido, donde tuvo que esperar a la corte marcial por la pérdida de su barco, a bordo del HMS Plymouth junto con varias partidas. Sin embargo, tanto él como sus oficiales fueron absueltos por completo.

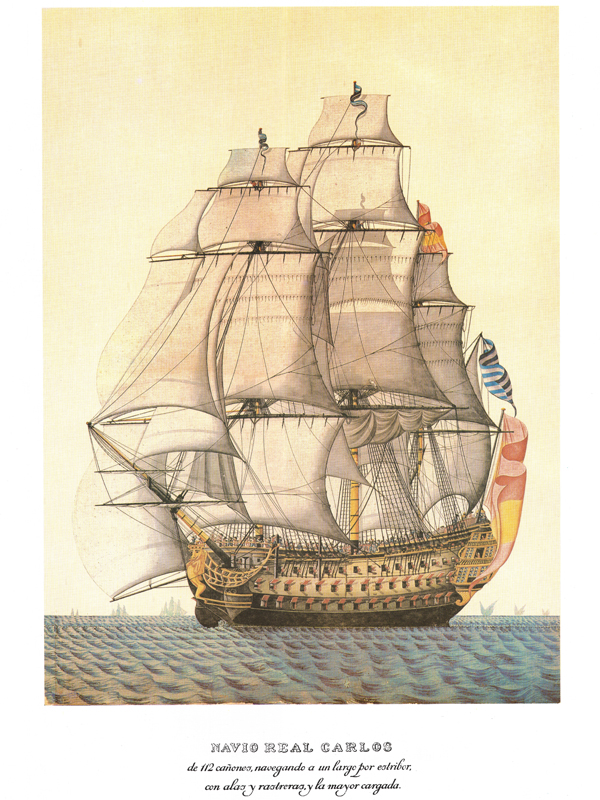
El Real Carlos fue, junto al San Hermenegildo, uno de los dos navíos de primera clase que conformaron la escuadra de Moreno.

Linois también puso en marcha las tareas de reflote y reparación para sus barcos, entre los que ahora se encontraba el Hannibal, que rebautizó como Annibal. En un principio, se colocaron unos mástiles improvisados sobre el maltrecho casco del navío. No obstante, este necesitaba tantos arreglos que, cuando Linois partió a finales de esa misma semana, solo estaba listo para navegar, pero no para participar en un combate, por lo que fue enviado de vuelta a Algeciras. En Cádiz, a pesar de que los españoles dudaron en un principio, los mensajes de Linois unidos a las peticiones de le Pelley llevaron a Mazarredo a ordenar la partida de una escuadra el 9 de julio. Esta estaba bajo el mando del teniente general Juan Joaquín Moreno de Mondragón e incluía dos navíos de línea de primera clase y de gran tamaño, el Real Carlos y el San Hermenegildo, ambos equipados con 112 cañones. El resto de la escuadra estaba conformada por tres barcos españoles de 96, ochenta y 74 cañones, así como del Saint Antoine, cargado con 74 cañones y que días antes era conocido como San Antonio. La tripulación de este buque estaba compuesta por algunos antiguos hombres de las fragatas Libre e Indienne, apoyados por varios navegantes españoles y comandados por el comodoro Le Ray. Asimismo, las fragatas francesa Libre y la española Sabina y el lugre Vautour acompañaban a la escuadra.
El capitán Keats, que se encontraba a bordo del Superb y que, tras su regreso a Cádiz, se había quedado en el puerto custodiando el HMS Thames y el HMS Pasley, se percató de la partida de la escuadra combinada. El Thames estaba navegando cerca de la costa en busca de un navío mercantil estadounidense detenido y observó la partida de la escuadra; no obstante, tuvo que retirarse, ya que cuatro navíos de línea se estaban acercando. Poco después, la escuadra aliada se percató de la presencia del Superb, que también tuvo que retirarse ante un navío de línea y dos fragatas. Ante la amenaza de la escuadra de Moreno, Keats se vio obligado a reconstituir la suya. Inmediatamente después, envió el Pasley a Gibraltar con el fin de avisar a Saumarez de la situación. El bergantín arribó a las tres de la tarde seguido de cerca por el grueso de la escuadra aliada, de la cual el Saint Antoine se había separado en Cádiz y estaba llevando a cabo la persecución desde una posición más lejana, seguido por el Superb. La escuadra de Moreno echó el ancla en la bahía de Algeciras, fuera del alcance de las baterías británicas de Gibraltar, y esperó a que Linois completase sus reparaciones. El Saint Antoine se unió a esta la mañana del 10 de julio. Más tarde, Keats llevó sus buques a Gibraltar, donde los esfuerzos por reparar su escuadra estaban al alza, a sabiendas de que Moreno partiría junto con Linois hacia Cádiz de un momento a otro. Saumarez, preocupado por el tamaño de la escuadra aliada, envió mensajes urgentes a lord Keith, bajo cuyo mando estaba la flota mediterránea, pidiéndole ayuda, ya que creía que Moreno tardaría al menos dos semanas más como consecuencia del estado de las naves de Linois. Sin embargo, Saumarez estaba equivocado: Moreno había planeado llevar la maltrecha escuadra a Cádiz tan pronto como sus barcos estuvieran listas para navegar.

## Segunda batalla de Algeciras

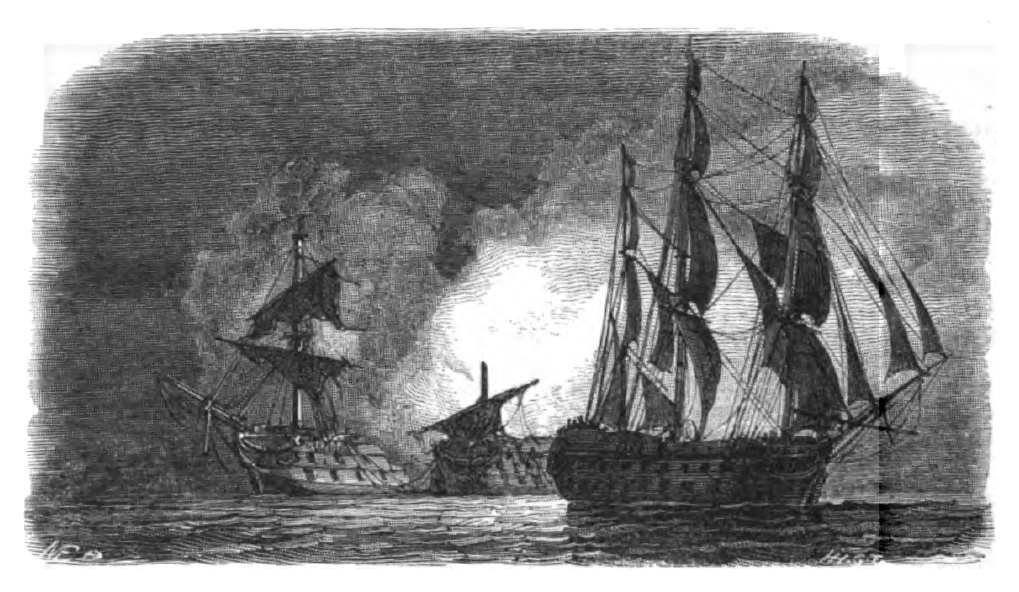
Cuadro pintado por Antoine Léon Morel-Fatio, en el que se observa como el Superb se aleja sigilosamente de la flota española en la bahía de Algeciras, mientras que el Hermenegildo y el Real Carlos explotan al fondo tras dispararse el uno al otro por error.

La mañana del 12 de julio, la escuadra combinada francohispana salió al mar, seguida de cerca por la británica. Los dos bandos estuvieron la mayor parte del día reunidos, a pesar de las dificultades propiciadas por el estado de los barcos y el viento, y, a las siete de la tarde, Moreno ordenó a su escuadrón que virara completamente hacia el oeste, en dirección al mar abierto y a Cádiz. Saumarez lo siguió y, a las nueve menos veinte, con la noche echandósele encima y la intensidad del viento aumentando, ordenó a Keats, que se encontraba a bordo del Superb, el más rápido de la escuadra, que se adelantara y atacara la retaguardia de las fuerzas de Moreno. Cuarenta minutos después, Keats se percató de la presencia del Real Carlos y disparó tres andanadas contra su costado, las cuales produjeron un incendio de gran magnitud en la cubierta del buque español. A continuación, el Superb se echó hacia el Saint Antoine y combatió contra el navío francés durante aproximadamente treinta minutos, hasta que la tripulación del mismo se rindió. Al mismo tiempo, el Real Carlos se sumergió en la oscuridad y la confusión. Al encontrarse con el San Hermenegildo, sin saber que era un barco amigo, abrió fuego contra él. Después, el Real Carlos se abalanzó sobre el San Hermenegildo y los dos grandes navíos se enzarzaron al tiempo que el fuego se expandía por ambas cubiertas. A las doce y cuarto del 13 de julio, el Real Carlos explotó, causando la muerte a 1700 hombres. Quince minutos después, el San Hermenegildo, afectado por las llamas de su barco amigo, también explosionó. En total, dos mil miembros de las tripulaciones de estos dos buques españoles perdieron la vida. Dos oficiales y treinta y seis marineros consiguieron llegar vivos al Superb y otros 262 se salvaron, ya que lograron subirse al Saint Antoine u otros barcos de su escuadra. Asimismo, la fragata española Perla, que navegó independientemente a lo largo de toda la noche, sufrió daños fatales en algún momento de la misma y se hundió la siguiente mañana.

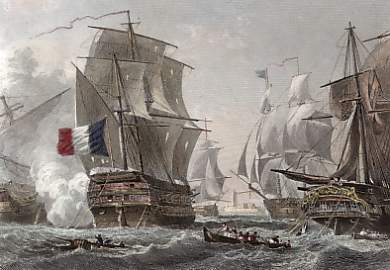
Beau fait d'armes du capitaine Troude, por Antoine Léon Morel-Fatio.

Mientras tanto, Keats había derrotado al Saint Antoine después de tan solo media hora de enfrentamiento, ya que el comodoro Julien le Ray, que estaba herido, se rindió. Las bajas en la tripulación del Saint Antoine fueron significativas, mientras que solo quince miembros de la tripulación del Superb habían resultado heridos. El resto de los navíos de la escuadra británica estaban siguiendo al Superb en la oscuridad con la intención de atrapar a lo que restaba de la escuadra de Moreno al tiempo que esta navegaba hacia el noroeste, bordeando la costa española. En su persecución, abrieron fuego contra el Saint Antoine creyendo erróneamente que aún estaba activo. A las 4:00, el Formidable, ahora bajo el comando del capitán Amable Troude, fue avistado al norte, en la bahía de Conil de la Frontera, cerca del cabo de Trafalgar, y Saumarez envió al Venerable a su caza. Hood, capitán de este barco, recibió el apoyo del Thames, capitaneado por Aiskew Hollis. A las 5:15, el Venerable consiguió situarse lo suficientemente cerca como para abrir fuego y se inició la confrontación. Hood ordenó a Hollis que se acercara con su barco a la popa de Troude y que abriese fuego de enfilada contra su navío. No obstante, el Formidable corrió mejor suerte durante el enfrentamiento y, a las 6:45, el mástil principal del buque de Hood cayó sobre la cubierta.
Aprovechándose de las dificultades a las que estaba haciendo frente el navío británico, Troude, a bordo del Formidable, se ayudó del viento para avanzar y volvió a reunirse con el grueso de la escuadra de Moreno, que se encontraba estacionada en el puerto de Cádiz. Mientras el Formidable se alejaba, los mástiles que seguían en pie sobre la cubierta del Venerable cayeron y este quedó encallado en las costas de Sancti Petri. Los miembros de la escuadra británica pensaban que Moreno podría contraatacar al maltrecho barco, pero la llegada del Audacious y del Superb disipó la duda y el almirante español se vio obligado a retirarse a Cádiz. Hood consiguió reflotar el Venerable el 13 de julio y el barco fue arrastrado hasta Gibraltar junto con el Saint Antoine, que había sido tomado. Saumarez dejó tres buques en el lugar para mantener el bloqueo sobre Cádiz, de modo que se restauró la situación previa al inicio de la batalla.

## Consecuencias

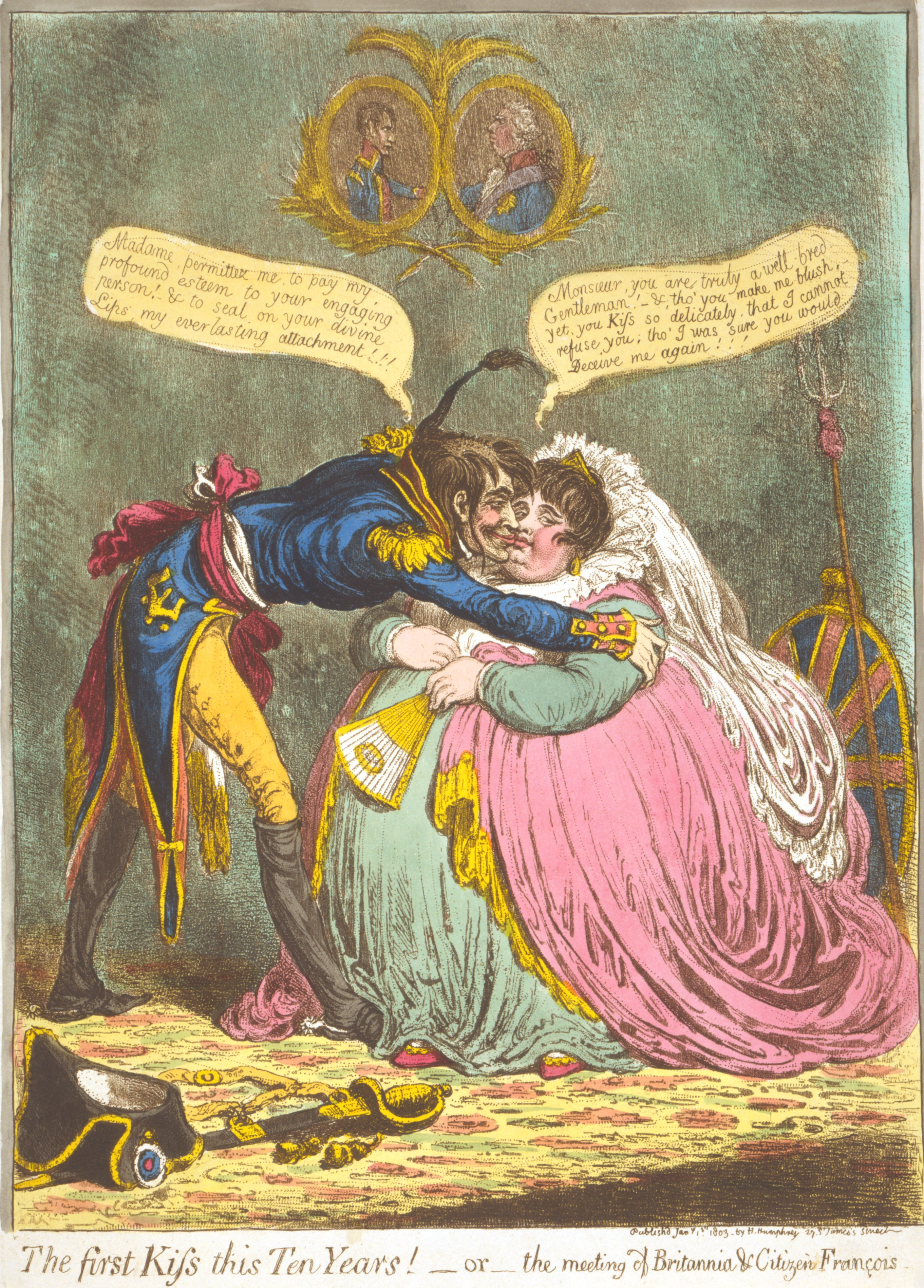
The first Kiss this Ten Years! —or—the meeting of Britannia & Citizen François (El primer beso en diez años –o– el encuentro de Britania con el Ciudadano François) Caricatura satírica de James Gillray (1803) que representa la firma del Tratado de Amiens y la consecuente paz tras las guerras revolucionarias francesas. La firma de este tratado se vio propiciada por el deterioro de la alianza francohispana tras la campaña de Algeciras.

En Francia, la campaña se expuso como una victoria, ya que a los logros genuinos de Linois en Algeciras le siguieron informes exagerados de la defensa de la bahía de Conil por parte de Troude. Por este motivo, la segunda batalla se consideró como un éxito al haberse enfrentado los franceses a una fuerza británica superior en número. A pesar de que era cierto que Troude había demostrado habilidad y coraje en el enfrentamiento, su reputación creció sobre las bases de un infrome enviado a París por Dumanois le Pelley que estaba basado en una carta escrita por el propio capitán Troude. En dicha carta, este afirmaba que, además de contra el Venerable y el Thames, había tenido que batallar contra el Caesar y el Spencer —identificado incorrectamente en el informe como Superb—. Troude sostuvo que, aparte de reducir a estos buques, también había destruido el Venerable por completo llevándolo hacia la costa. En consecuencia, Troude fue ascendido, recibió alabanzas y consiguió acaparar un gran número de cargos en la Marina nacional francesa. En España, por otro lado, el resultado de la campaña enfureció al gobierno y propició el deterioro de la alianza francohispana. Los españoles solicitaron la devolución a aguas españolas de los navíos con su bandera que estaban estacionados en Brest, en la costa atlántica francesa, mientras que rebajaron su presión sobre Portugal. La debilitación del eje París-Madrid tuvo especial importancia en la firma del Tratado de Amiens a comienzos del año 1802, que puso fin a las guerras revolucionarias.
En Gran Bretaña, Saumarez fue laureado debido al éxito de la segunda batalla, pese a la derrota inicial. Las dos cámaras del Parlamento agradecieron sus acciones y fue nombrado caballero de Bath, lo que acarreaba una pensión de 1200 libras esterlinas anuales. Cerca de cinco décadas después, la segunda batalla fue una de las acciones reconocidas por el Naval General Service Medal, que condecoró a todos los participantes británicos que seguían vivos en 1847. La campaña fue el centro de las novelas Capitán de mar y guerra —Master and Commander en la versión original—, de Patrick O'Brian, y Touch and Go, escrita por Cyril Northcote Parkinson. En los relatos británicos de la campaña, esta se suele considerar como una única batalla, con un resultado global favorable a Saumarez, a pesar de haber fracasado tratando de evitar que Linois uniera su escuadra con la de Cádiz y de la pérdida del Hannibal. El plan francés para reforzar al ejército que se encontraba atrapado en Egipto fracasó por completo como consecuencia de las pérdidas sufridas por la flota española de Cádiz y la restauración del bloqueo. Al final, la guarnición de Egipto tuvo que rendirse en septiembre tras una dura campaña contra fuerzas británicas y otomanas. Asimismo, el dominio británico sobre el mar se acentuó, de modo que ninguna embarcación francesa podía partir o llegar a un puerto francés o aliado sin ser detectado e interceptado por la Marina Real.

### Citas
1. ↑  Mostert, 2007, p. 408.
2. ↑  Gardiner, 2001, p. 58.
3. ↑  Gardiner, 2001, p. 16.
4. ↑  James, 2002, p. 87.
5. ↑  Woodman, 2001, p. 158.
6. ↑  James, 2002, p. 93.
7. 1 2 3  Woodman, 2001, p. 161.
8. 1 2  Clowes, 1997, p. 459.
9. 1 2  James, 2002, p. 112.
10. ↑  Sainsbury, A. B. «Saumarez, James» (en inglés). Oxford Dictionary of National Biography. Archivado desde el original el 2 de abril de 2015. Consultado el 24 de marzo de 2015. (requiere suscripción).
11. 1 2  James, 2002, p. 123.
12. 1 2  Musteen, 2011, p. 33.
13. 1 2 3 4 5 6 7 8 9 10  James, 2002, p. 113.
14. 1 2  Clowes, 1997, pp. 460-464.
15. 1 2  Musteen, 2011, pp. 35-41.
16. ↑  The London Gazette: núm. 20939, pp. 236-245. Publicado el 26 de enero de 1849.
17. 1 2 3  Clowes, 1997, p. 465.
18. 1 2  James, 2002, p. 119.
19. 1 2  Musteen, 2011, p. 41.
20. ↑  Clowes, 1997, p. 458.
21. ↑  Lambert, Andrew. «Cochrane, Thomas» (en inglés). Oxford Dictionary of National Biography. Archivado desde el original el 2 de abril de 2015. Consultado el 27 de marzo de 2015. (requiere suscripción).
22. ↑  Adkins y Adkins, 2006, p. 92.
23. ↑  Harvey, 2000, p. 58.
24. ↑  «Ships and Tactics» (en inglés). Nelson navy. Archivado desde el original el 21 de noviembre de 2011. Consultado el 25 de marzo de 2015.
25. ↑  Harvey, 2000, p. 59.
26. ↑  Musteen, 2011, p. 32.
27. ↑  Clowes, 1997, p. 460.
28. ↑  James, 2002, p. 124.
29. 1 2  Mostert, 2007, p. 404.
30. ↑  Vidal, 2000.
31. ↑  James, 2002, p. 115.
32. ↑  Clowes, 1997, p. 461.
33. 1 2 3  James, 2002, p. 116.
34. 1 2  Clowes, 1997, p. 463.
35. ↑  James, 2002, p. 117.
36. 1 2 3  Gardiner, 2001, p. 89.
37. ↑  Mostert, 2007, p. 405.
38. 1 2  Clowes, 1997, p. 464.
39. 1 2 3 4  Musteen, 2011, p. 43.
40. ↑  Gardiner, 2001, p. 91.
41. 1 2  Mostert, 2007, p. 406.
42. 1 2 3  James, 2002, p. 125.
43. ↑  James, 2002, p. 122.
44. ↑  Musteen, 2011, p. 45.
45. 1 2 3  James, 2002, p. 126.
46. 1 2 3  Clowes, 1997, p. 466.
47. 1 2  Musteen, 2011, p. 42.
48. 1 2  Gardiner, 2001, p. 92.
49. 1 2 3 4  «La trágica pérdida del San Hermenegildo y el Real Carlos». Todo a babor. Consultado el 26 de marzo de 2015.
50. 1 2  Gardiner, 2001, p. 93.
51. ↑  James, 2002, p. 354.
52. ↑  James, 2002, p. 128.
53. ↑  Clowes, 1997, p. 468.
54. ↑  James, 2002, p. 129.
55. 1 2  James, 2002, p. 130.
56. 1 2  Rodger, 2004, p. 472.
57. ↑  James, 2002, p. 131.
58. ↑  Clowes, 1997, p. 469.
59. ↑  Datos de la inflación del índice de precios al consumo del Reino Unido basados en: Gregory Clark (2013). «The Annual RPI and Average Earnings for Britain, 1209 to Present (New Series)» (en inglés). Measuring worth. Consultado el 26 de marzo de 2015.
60. ↑  The London Gazette: núm. 15391, pp. 930-931. Publicado el 28 de julio de 1801.
61. ↑  «Master and Commander - Patrick O'Brian». Google Libros. Consultado el 26 de marzo de 2015.
62. ↑  «Touch and Go - Cyril Northcote Parkinson». Google Libros. Consultado el 26 de marzo de 2015.
63. ↑  Mostert, 2007, p. 468.
64. ↑  Mostert, 2007, p. 409.
65. ↑  Clowes, 1997, p. 470.